# 石巖站
石巖站（朝鲜语：／ Sŏgam yŏk */?）是朝鮮民主主義人民共和國平安南道平原郡石巖里的一個鐵路車站，属于平义线。

## 历史
- 1923年7月1日，落成使用。

## 邻近车站
平义线
顺安站 - 石巖站 - 渔波站